# 山本隆平
山本 隆平（やまもと りゅうへい）は、日本の俳優、声優。

## 出演作品

### オリジナルビデオ
- ウルトラマンネオス（タクミ）

### 吹き替え
- ハリー・ポッターシリーズ（ディーン・トーマス）
  - ハリー・ポッターと賢者の石
  - ハリー・ポッターと秘密の部屋
  - ハリー・ポッターとアズカバンの囚人
  - ハリー・ポッターと炎のゴブレット
  - ハリー・ポッターと不死鳥の騎士団
  - ハリー・ポッターと謎のプリンス
  - ハリー・ポッターと死の秘宝 PART2
- ポーラー・エクスプレス（ヒーロー・ボーイ）